# 立体配座
立体配座（りったいはいざ、Conformation）とは、単結合についての回転や孤立電子対を持つ原子についての立体反転によって相互に変換可能な空間的な原子の配置のことである。
二重結合についての回転や不斉炭素についての立体反転のように通常の条件では相互に変換不可能な理論的な原子の配置は立体配置という。

## 概要
立体配座は結合の回転に起因する自由度により、その取りうる状態の数が規定される。したがって、取りうる立体配座の数は低分子から高分子へと分子を構成する単結合が増えるにつれて爆発的に増大する。
生体分子（タンパク質、核酸、脂質、糖etc.）は各結合の立体配座が変化することで立体構造を大きく変化させる。言い換えると、高分子の各結合の立体配座の総体が高分子の立体構造を規定する。それゆえコンフォメーション変化により高分子の取りうる立体構造の特定の一つもコンフォメーションと言い表される。特にタンパク質の場合にこの用語が使用されることが多い。しかしながら、立体構造が重要であるような生体分子の場合には広く適用されている。また、特殊な状態（液相、温度、pHなどの変化）をのぞけば自発的に構造が決定される。また、特定のコンフォメーションを取ることが、タンパク質や核酸の生物学的作用発現に必須でもある。
立体配座が異なるだけの2つの分子の関係は配座異性体（はいざいせいたい）あるいはコンフォーマー (conformer) という。
非常に低温にしたり、立体的に大きな置換基を導入することで、回転や立体反転に要する活性化エネルギーが分子の持つ熱運動のエネルギーを上回るようにすると、配座異性体間の相互変換が不可能になりそれぞれの配座異性体が単離できるようになる。

## 単結合についての立体配座

ブタンの立体配座をニューマン投影図で表した図。上から順番にゴーシュ配座、アンチ配座、エクリプス配座

X-A-B-Yというように原子が結合している単結合A-Bの回りの立体配座について考える。
単結合A-Bについての立体配座は、結合X-Aと結合B-Yの二面角で区別され、以下のように命名されている。
- 二面角0〜30度:シンペリプラナー（synperiplanar:記号sp）
- 二面角30〜90度:シンクリナル（synclinal:記号sc）
- 二面角90〜150度:アンチクリナル（anticlinal:記号ac）
- 二面角150〜180度:アンチペリプラナー（antiperiplanar:記号ap）

単結合についての立体配座はニューマン投影図で表すことが多い。二面角が0度、120度の場合、ニューマン投影図で見るとA上の置換基とB上の置換基が重なるので重なり形配座あるいはエクリプス配座という。二面角が60度、180度の場合、A上の置換基とB上の置換基が互い違いになるのでねじれ形配座あるいはスタッガード配座という。さらに二面角が0度のものはシン配座 (syn) またはシス配座 (cis)、180度のものはアンチ配座 (anti) またはトランス配座 (trans)、60度のものはゴーシュ配座 (gauche) という。
重なり配座はA上の置換基とB上の置換基が接近しているため立体反発があり、ねじれ型配座よりも不安定である。

## シクロヘキサン環の立体配座
シクロヘキサン環にはいす形とねじれ舟形の2つの立体配座が極小点として存在する。いす形配座においてはすべてのC-C結合がねじれ型配座を持つのに対し、ねじれ舟形配座においては2本のC-C結合が重なり配座を持つ。そのためいす形配座の方が安定である。
置換基を持つシクロヘキサンにおいてはいす形配座の立体配座の中でも立体的に大きな置換基がエカトリアル位を占める立体配座が特に安定となる。これはアキシアル位に大きな置換基があると他のアキシアル位の置換基と立体的な反発を生じるためである。

## 孤立電子対を持つ原子の立体反転
3つの異なる置換基を持つアミンの窒素原子はsp3混成をしているため、孤立電子対を含めればピラミッド型の構造をとっており不斉中心となる。しかし、これによって生じる1対の光学異性体やジアステレオマーを単離することは通常はできない。これは窒素原子が速やかに立体反転をしており、これらの光学異性体やジアステレオマーが相互変換しているためである。このことを逆手に取れば、平面構造の遷移状態を取ることが不可能な置換基を持つアミンでは、光学異性体やジアステレオマーを単離することが可能である。
非対称なスルホキシドの硫黄原子も同じような構造をしているが、室温付近では立体反転の速度が非常に遅いため、光学異性体やジアステレオマーを単離することが可能である。しかし高温にするとやはりアミンと同じように相互変換が起こるようになる。

## 高分子の立体配座

### タンパク質
タンパク質の構造は以下の四段階に分けて考える事が多い。
- 一次構造：アミノ酸配列
- 二次構造：αヘリックス、βシート、ターン
- 三次構造：タンパク質の折りたたみ（フォールディング）
- 四次構造：複数のタンパク質の結合（サブユニット間相互作用）

例外的な単位としては以下のものがある。
- 超二次構造：ロスマン構造、αα'ターンなど
- モジュール：超二次構造とほぼ同義、20〜30アミノ残基を一つの単位とした構造
- ドメイン：100〜150アミノ残基を単位とした構造、真核生物のエキソンがドメインに該当すると言う説がある（ドメインシャフリング説）。

また、特に三次構造以上の構造を『タンパク質高次構造』と呼ぶ。四次構造に至るまでのコンフォメーションは全てアミノ酸配列によって厳密に決定されている。
この中でも、コンフォメーションの意味合いに使用されるのがタンパク質三次構造であり、これらは以下の力によって保持されていると言われている。
- 疎水性相互作用：疎水基同士の凝集
- 静電的相互作用：イオン対の結合、塩橋（えんきょう：金属イオン媒介型）もここに入る
- 水素結合：電気陰性度の大きい原子と水素の結合、二次構造にも寄与している
- ファンデルワールス力：原子間に普遍的に働く力、非結合性
- ジスルフィド結合（S-S結合）：システイン残基が硫黄によって架橋される結合

これらの作用が最もエネルギー的に安定する状態がタンパク質立体構造であり、タンパク質によっては（好熱菌タンパクや細胞外タンパク質など）これらの結合は極めて強固である。これらの相互作用は四次構造にも寄与する。

#### タンパク質溶解度と立体構造
一般に可溶性タンパク質（水に対して親和性の高いタンパク質）は球状構造を取っており、外部には親水性の残基、内部には疎水性の残基が強固に凝集している。また、サブユニット間相互作用においても結合部位は疎水性の残基が集まっている。可溶性タンパクはコンフォメーションの決定が比較的容易であり、数多くの結晶構造が明らかになっている。
また、不溶性タンパク（膜タンパク質が多い）は、生体膜に配置（貫通型、埋没型、付着型など）しているため膜内部に存在している部分は疎水性残基が外側を向いている。膜貫通型の構造はαヘリックスやβシートで構成される。ポーリンタンパク質のような小孔が空いているようなタンパク質では、穴が大きい場合はβシート、あるいは四次構造により穴が開いており、プロトンのような小分子を通す場合はαヘリックスで構成された小孔を用いている。膜タンパク質はコンフォメーションの理解がいまだ少なく、構造の決定されたものは10に満たない。

#### コンフォメーション変化とフォールディング
タンパク質のコンフォメーションは構造生物学的分野の発展とともに理解が深まってきたが、これはコンピュータの発展によるところが大きいといえる。また、タンパク質は結晶構造のような静的なものではなく、ダイナミックに立体構造を変化させていると言うモデルが明らかになってきており、従来のタンパク質像に新しい知見を与えている。特に機能分子である酵素などはその反応にコンフォメーションの変化が深く関わっていると言われている。
また、タンパク質がリボソームで生産されると同時に立体構造を取り始めるが、その折りたたみ過程（フォールディング）は非常に素早く（エネルギー的に低い準位に移るだけなので）いまだよく理解されていない。コンピューター上で仮想のペプチドをフォールディングさせるシミュレーションが行われているが、現実にそうしたペプチドを作成すると再現できない場合が多い。また、カメレオンペプチドというαヘリックス、βシートどちらでも構成することのできるアミノ酸配列も見つかっているが、なぜそのような現象が起きるかということについても理解が深まっているとはいえない。
こういったフォールディングは、タンパク質の配列によって自発的かつ一義的に折りたたまれると考えられてきた。しかし、生体内ではシャペロンと呼ばれる一群のタンパク質が正しいコンフォメーションをとるようにフォールディングを助けていることが解ってきた。このシャペロンは古細菌から哺乳類まできわめて良く保存されており、生体にとって必須の作用を持つと考えられるようになった。

### 核酸
DNAについては二重らせん構造、クロマチン構造、染色体を参照。なお、DNAの高次構造は複製、転写、トポロジーなどにきわめて重要であると言われている。

#### リボ核酸(ribonucleic acid, RNA)
RNAは特定のウイルスのものをのぞけば全て一本鎖であり、タンパク質のように一本鎖上のA-U、G-C結合が特定のコンフォメーションを作ることがよく知られている。
中でももっとも有名なのが、tRNAの二次構造および三次構造である。RNAの配列は少しずつ異なっているがtRNAのとる二次構造は『クローバー葉構造』と呼ばれており、三つのループとステムからなる構造を取る。
- DHUステム、ループ
- TΨCステム、ループ
- アンチコドンステム、ループ
- オプショナルアーム（存在しないtRNAもある）
- アクセプターアーム

更に、ステム部分の二重らせん構造により、RNAは更に折りたたまれて三次構造を取る。tRNAの三次構造は『L字構造』と呼ばれており、翻訳の際にはこの形状が不可欠だと考えられている。
また、リボソームに含まれる小サブユニットおよび大サブユニットrRNAも、タンパク質相互作用もあいまって特定のコンフォメーションを取っていると言われている。極めて複雑な構造を取っていることがわかっているが、リボソームの翻訳過程にrRNAの活性が必要であり、不可欠な構造である。

#### リボザイム
RNAに触媒作用がある事を発見したトーマス・チェックは、テトラヒメナの自己スプライシングを起こすrRNAの二次構造および三次構造を解析したことで有名である。リボザイムの触媒作用にもRNAコンフォメーションが深く関係していると考えられている。

### 脂質
脂質については低分子のものが多くコンフォメーションは容易に決定できる。しかしながら、膜脂質全体の構造となると流動性や親水基の多様さもあいまって、多分子系の実験にならざるを得ない。また、膜の流動性を発揮するためには疎水基のコンフォメーションが重要であると考えられている（脂質二重層を参照）。

### 多糖
糖はその種類が多く、タンパク質や核酸のように一本鎖の構造を持たず、分枝しているケースが多い。また、概して膜脂質やタンパク質に結合しており、そのため構造解析の最も難しい生体分子の一つと言われている。いまだ一次構造を理解するための基本的な配列決定法すら確立されていない状況である。
しかしながら、細胞接着や物質輸送に必要な細胞の標識は多糖（糖鎖）が特に重要であると言われており、特異性の高い薬剤の開発には、こうした細胞標識のコンフォメーションを理解することがきわめて重要であると考えられている。